# カプセル剤

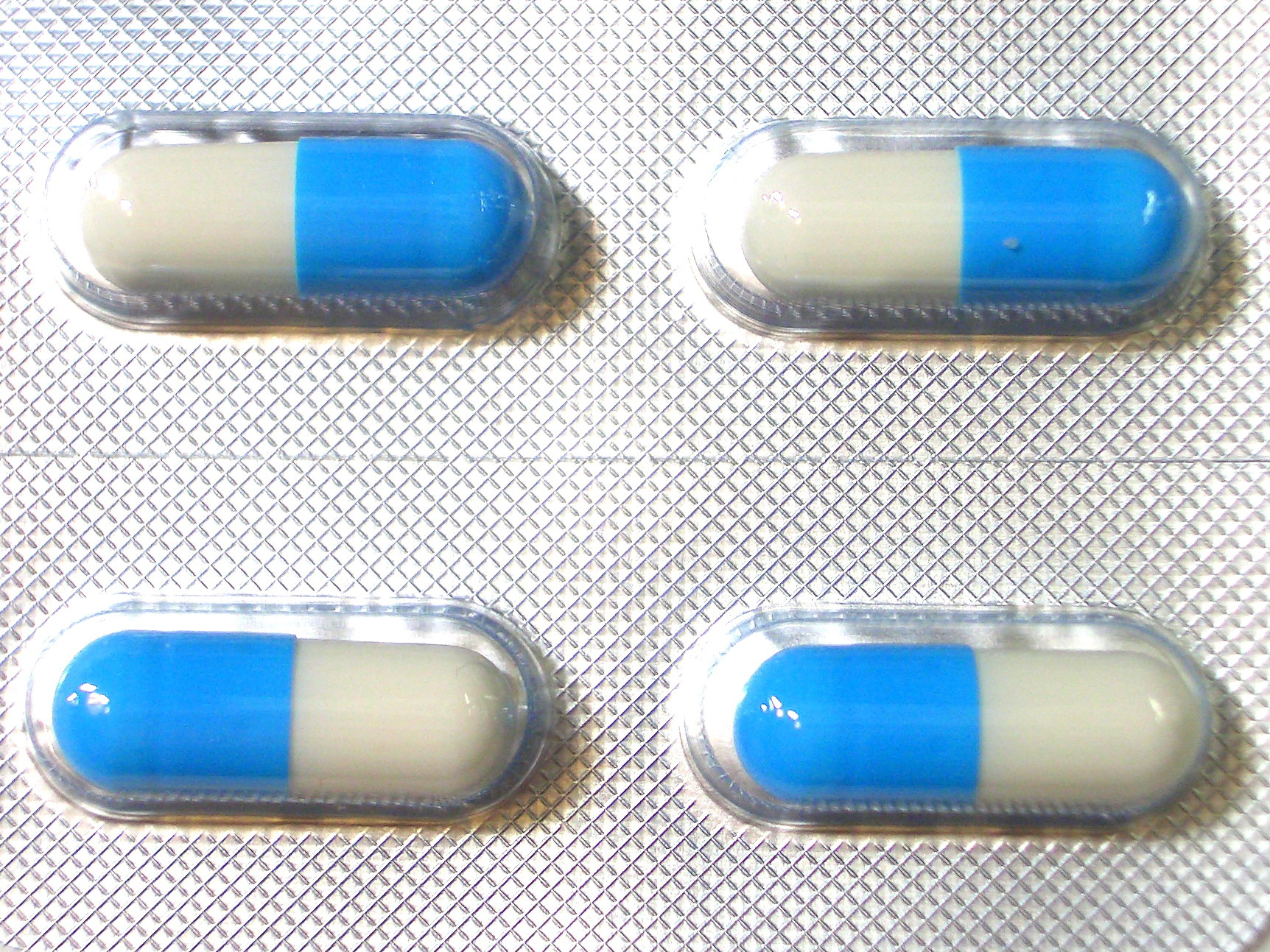
カプセル剤

カプセル剤（カプセルざい、英語: capsules）とは、粉状、液状などの医薬品等をカプセルに充填するか、カプセル皮膜で被包成型した製剤である。前者を硬カプセル剤、後者を軟カプセル剤という。医薬品のみならず、いわゆる健康食品、サプリメントの剤形としても選択されている。
なお、カプレット剤はカプセルの形状・サイズを模した錠剤であり（カプセルとタブレットの合成語）、カプセル剤ではない。

## 共通
カプセル剤は経口投与する製剤の1つである。適切な方法を施すことで腸溶性カプセル剤または徐放性カプセル剤とすることもできる。ただし、腸溶性カプセルは2018年時点では市販されていない。
服用する際には水を十分に取る必要がある。食道でカプセルが崩壊することで食道潰瘍を引き起こす恐れがある。また、カプセルを外したり、嚙み砕いての服用をしてはならない。

## 種類

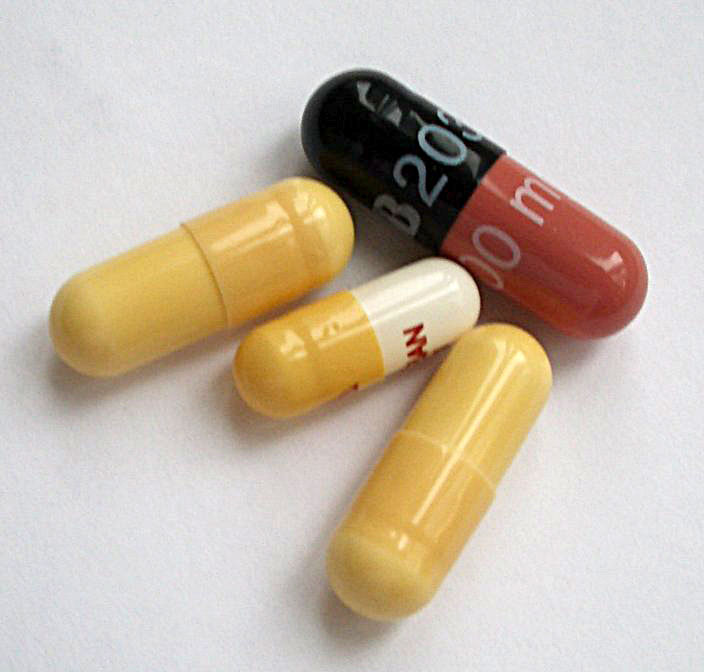
硬カプセル剤の例

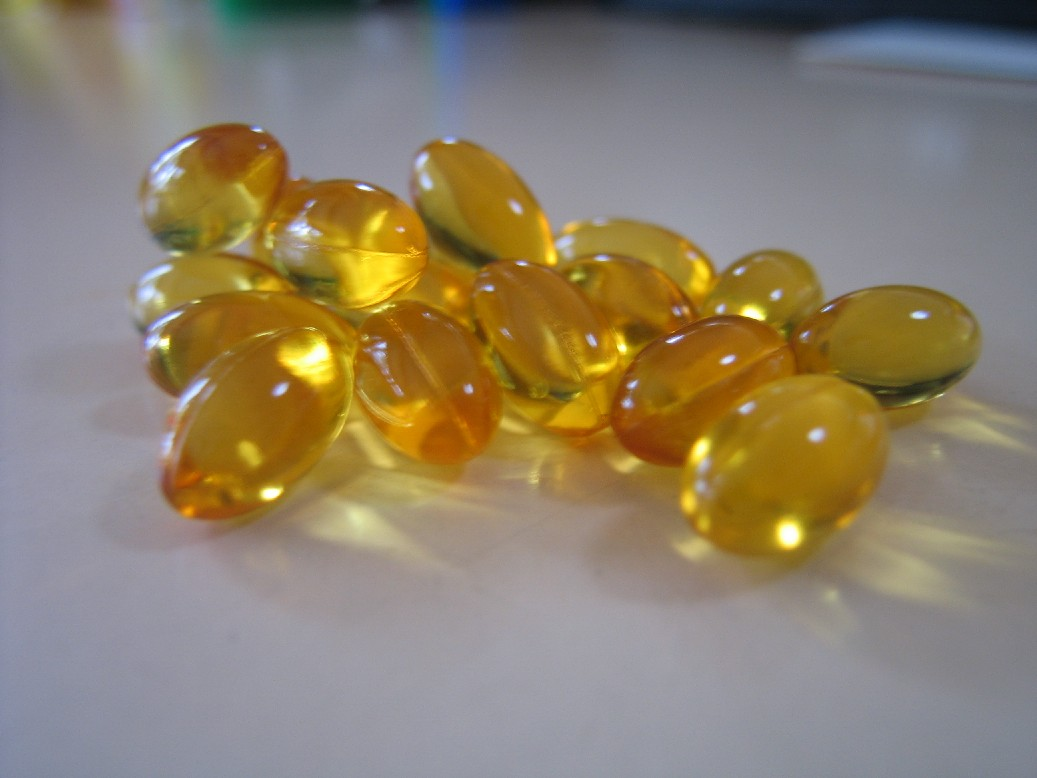
軟カプセル剤の例

### 硬カプセル剤
一般的にカプセルといわれているもの。円筒形のボディーとキャップからなり、中に粉末状や顆粒状の医薬品を充填してある。近年のものはボディーとキャップに凹凸を作りそれをかみ合わせることにより容易にはずれないようになっている。
カプセルの中身には有効成分に賦形剤などの添加剤を加えて混和して均質としたもの、または粒状もしくは成形物としたものが入れられる。この成分をそのまま、または軽く成形してカプセル内に充填される。
カプセルの原料としては、ゼラチンやヒドロキシプロピルメチルセルロースなどが用いられるが、強度などの面からゼラチンが最も使われている。ゼラチンのカプセルそのものは無色透明であるが、酸化チタンを加えて不透明にしたり、着色料を加えたりしている。
カプセルの大きさは000号、00号、0号、1号、2号、3号、4号、5号の8種類あり、カプセルの番号が大きいほど容量が少ない。

### 軟カプセル剤
ゼラチンに可塑剤としてグリセリンなどを加えてシートにしたものに医薬品等を挟み込み、圧着成型したもの。球形、楕円形などの形状のものがある。油状やペースト状のものを入れることができる。硬カプセルに比べると皮膜重量にばらつきが出やすいが、内容重量にはばらつきが出にくい。

## 長所と短所
- 長所
  - カプセルにすることで苦味や臭いがある医薬品や刺激性の強い医薬品も服用しやすくなる[6]。
  - 粉末や顆粒剤など固形の医薬品に加え、液状の医薬品も充填できる[6]。
  - カプセルに不溶性・難溶性を適切に使うことで徐放性カプセルを作れる[6]。
  - 遮光性が保てる[6]。
  - 錠剤に比べ胃での速やかな吸収が期待できる[6]。
  - 様々な形態の薬剤の中で、唯一油性液体の薬物を薬にできる[5]。
- 短所
  - 湿度の影響を受けやすい[6]。乾燥によってカプセルがもろくなる[5]。また、温度が高く湿気が多い所ではカプセルの変形で中の薬剤が漏れ出ることがある[5]。特にゼラチンカプセル剤は湿度の影響を受けやすく、PTPを予め外して保管してはならない[7]。
  - 水性溶剤には不適である[6]。
  - 水を十分に飲まず服用すれば、食道に付着し、カプセルの崩壊により刺激性の強い薬物では食道潰瘍が起きるおそれがある[6]。